# Larry Robinson
Larry Robinson (ur. 11 stycznia 1968 w Bossier City) – amerykański koszykarz, występujący na pozycjach rozgrywającego oraz rzucającego obrońcy, mistrz NBA z 1994 roku.

## Osiągnięcia
NCAA
- Mistrz sezonu regularnego konferencji Atlantic Sun (1990)
- Koszykarz Roku Konferencji Atlantic Sun (1990)[1]

NBA
- Mistrz NBA (1994)[2]

Inne
- Mistrz CBA (1995)[3]
- Wicemistrz CBA (1992, 1997)